# Kölbingen
Kölbingen ist eine Ortsgemeinde im Westerwaldkreis in Rheinland-Pfalz. Sie gehört seit 1972 der damals neu gebildeten Verbandsgemeinde Westerburg an.

## Geographie
Kölbingen liegt 4 km westlich von Westerburg, in einer Talmulde zwischen dem Geisenwald und dem Ruhscheid.
Ortsteile sind Schönberg, Möllingen und Kölbingen. Zur Gemeinde gehören auch die Wohnplätze Birkenhof und Margaretenhof.

## Geschichte
Schönberg wurde erstmals 1234 erwähnt. Der Ort muss bereits vor 1494 eine Kirche aufgewiesen haben. 1558 wurde die Reformation eingeführt, 1564 erfolgte die Rekatholisierung. Von diesem Zeitpunkt an hatte der Ort einen eigenen Vikar und war spätestens 1662 eine eigene Pfarrei. Von 1234 bis 1480 ist eine niederadlige Familie nachweisbar, die sich nach dem Ort nannte. 1786 wird ein Backofensteinbruch in der Gemarkung erwähnt.
Kölbingen wurde erstmals im Jahre 1253 urkundlich erwähnt. Von 1253 bis 1270 ist eine niederadlige Familie nachweisbar, die nach dem Ort benannt war. Für 1786 wird auch in Kölbingen ein Backofensteinbruch genannt.  Aufgrund der Namensendung, bei der es sich um eine Abwandlung der Silbe -heim handelt, wird Kölbingen, wie mehrere -heim-Orte in der Umgebung, als fränkische Gründungen von vor dem 6. Jahrhundert n. Chr. angesprochen. Jedoch ist diese Datierung keineswegs gesichert.
Möllingen wurde erstmals 1322 urkundlich erwähnt. Das zunächst wohl aus Westerburg stammende niederadlige Haus Nüssel nannte sich von 1329 an von Möllingen und erlosch kurz nach 1474. 1728 wurde die Kapelle St. Joseph erbaut.

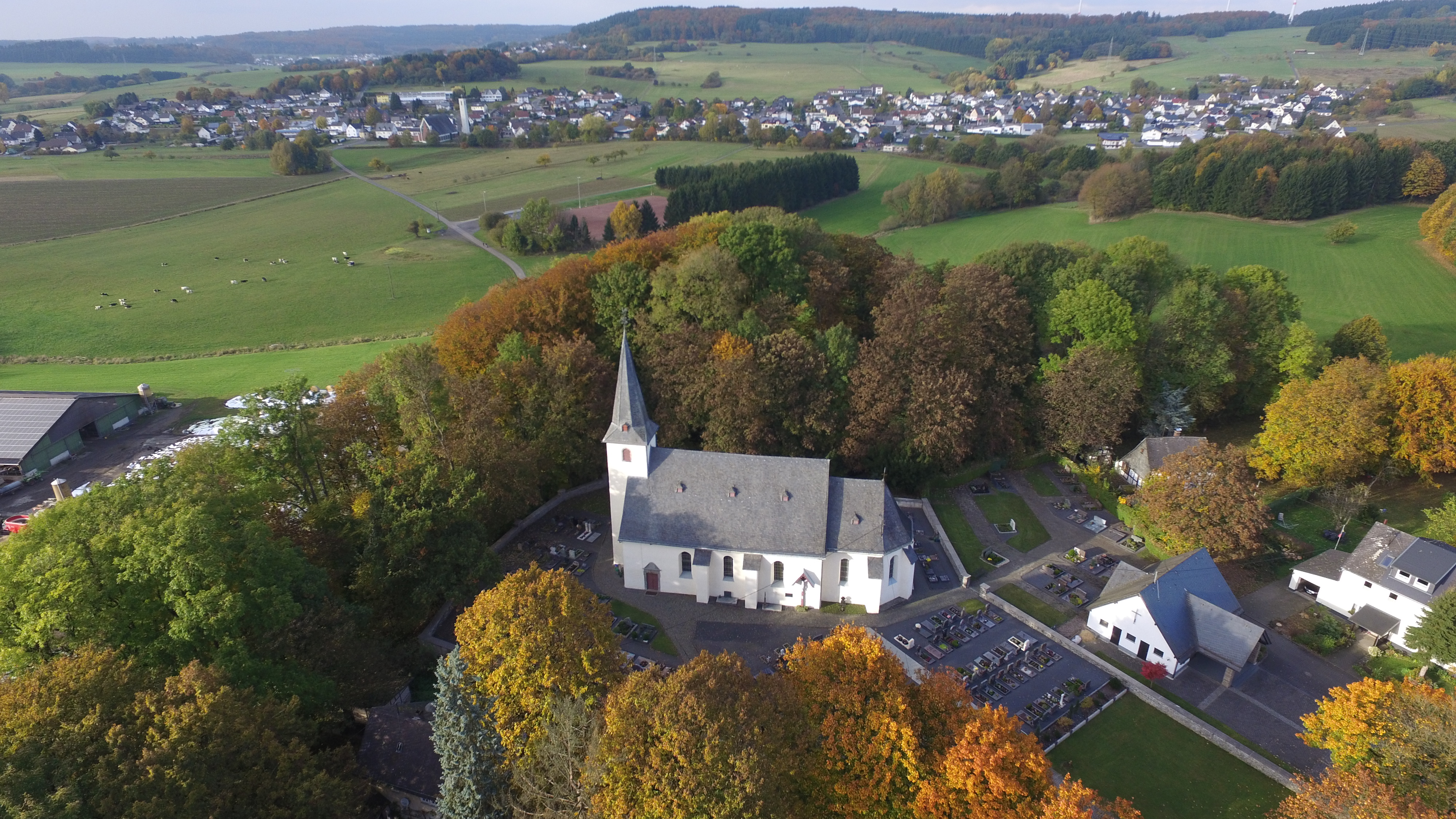
Alte Kirche auf dem Schönberg. Im Bildhintergrund die Ortschaft Kölbingen.

Kulturdenkmäler→ siehe Liste der Kulturdenkmäler in Kölbingen

## Politik

### Bürgermeister
Heiko Schlag wurde 2024 Ortsbürgermeister von Kölbingen.
Der Vorgänger war Frank Schäfer seit 1999. Bei der Direktwahl am 26. Mai 2019 wurde er mit einem Stimmenanteil von 87,19 % für weitere fünf Jahre in seinem Amt bestätigt.
Schäfers Vorgänger Hubert Kloft hatte das Amt zehn Jahre ausgeübt.

### Wappen
| Wappen von Kölbingen | Blasonierung: „In Silber drei blaue Pfähle, belegt mit einem roten Balken, darin rechts drei goldene Kugeln, links ein dreilätziger goldener Turnierkragen, belegt mit einer gestürzten, eingebogenen, grünen Spitze, darin ein goldener Liliendreipaß.“ |
| Wappen von Kölbingen | |

## Verkehr
- Westlich der Gemeinde verläuft die B 255 die von Montabaur nach Herborn führt.
- Die nächste Autobahnanschlussstelle ist Diez an der A 3.
- Der nächstgelegene ICE-Halt ist der Bahnhof Montabaur an der Schnellfahrstrecke Köln–Rhein/Main.
- Kölblingen hatte früher im Personenverkehr und im Güterverkehr bis 1981 direkten Bahnanschluss durch die Bahnstrecke Herborn–Montabaur.